# Geophis occabus
Geophis occabus es una especie de culebra perteneciente a la familia Dipsadidae. El nombre específico viene del vocablo en latín occabus que significa collar en referencia al claro collar nucal presente en todos los especímenes conocidos de esta especie.

## Clasificación y descripción
Geophis occabus puede ser distinguida de todas las especies de los grupos championi y semidoliatus y de todas las especies en el grupo sieboldi excepto por G. dunni, G. nasalis y G. sieboldi, en poseer escamas dorsales arregladas en 17 hileras (contra escamas dorsales arregladas en 15 hileras en las otras especies); de todas las especies de los grupos chalybeus y latifrontalis, y la mayoría de las especies en el grupo dubius (G. anocularis, G. dubius, G. duellmani, G. fulvoguttatus, G. immaculatus, G. rhodogaster y G. nephodrymus) por poseer escamas quilladas en al menos los tres cuartos posteriores del cuerpo (contra  escamas dorsales lisas excepto encima del nostrilo en G. dubius y en algunos especímenes de G anocularis; lisas por todo el cuerpo en las otras especies); y de todas las especie en tener la quinta supralabial y parietal en contacto (contra la quinta supralabial y parietal separadas por una temporal anterior en las otras especies). Geophis occabus difiere del resto de especies del grupo dubius en lo siguiente: de G carinosus y G juarezi por tener usualmente más escamas ventrales (133-139, en hembras y 130-137,  en machos; contra 125-136, en hembras y 116-123 en machos de G. carinosus; y 118-124, en hembras y 114 en el único macho conocido de G. juarezi) y menos subcaudales  29-31 en hembras y 34-39 en machos; contra 37-43 en hembras y 45-49 en machos de G. carinosus; 49 en la única hembra con cola completa de G. juarezi; y de G. rostralis por tener el primer par de infralabiales en contacto (contra primer par de infralabiales separadas por un par de escudos gulares en G. rostralis).

## Distribución
Geophis occabus es conocida solamente de la localidad tipo en El Molote, municipio de Atoyac de Álvarez, Guerrero, México.

## Hábitat
La vegetación original en El Molote es bosque mesófilo de montaña, sin embargo, la mayoría de la vegetación ha sido reemplazada por plantaciones de café. En zonas menos perturbadas el bosque es denso con el dosel alcanzando 25-30 metros de altura; Pinus ayacahuite, P. strobus var. chiapensis y Ulmus mexicana son las especies emergentes y Alfaroa costaricensis, Sloanea sp., Quercus salicifolia, Cojoba arborea, Magnolia schiedeana y Zanthoxylum melanostictum son las especies dominantes.